# Клуб Сергія Алейнікова
Клуб Сергія Алейнікова (біл. Клуб Сяргея Алейнікава) — один з трьох почесних клубів, заснований редакцією газети «Прессбол» (поряд з клубом бомбардирів і клубом «сухих» воротарів). Включає футболістів, які зіграли 500 і більше матчів на найвищому рівні. Названий на честь видатного вітчизняного футболіста Сергія Алейнікова, який перший зіграв цю кількість матчів у професійному футболі.

## Умови включення
У клуб включаються футболісти, які зіграли 500 і більше матчів:
1) у вищих лігах (дивізіони 1) чемпіонатів Білорусі, СРСР і зарубіжних країн;
2) у розіграшах Кубків Білорусі, СРСР та інших країн на всіх стадіях (в Англії, Франції і Японії — ще і в Кубках ліг);
3) у складі національної, олімпійської та молодіжної збірних Білорусі та СРСР;
4) у європейських клубних кубкових турнірах (Кубок чемпіонів/Ліга чемпіонів, Кубок УЄФА/Ліги Європи УЄФА, Кубка кубків і Кубок Інтертото) у складі білоруських (з 1992 року), радянських (до 1992 року) і зарубіжних клубів;
5) в Суперкубку Білорусі, СРСР і інших країн.

## Склад клубу
На 5 лютого 2015 року до клубу входять:
- Дмитро Ліхтарович (643 матчу)
- Олександр Юревич (632)
- Сергій Гуренко (614)
- Олександр Глєб (613)
- Олександр Кульчій (578)
- Валентин Белькевич (576)
- Сергій Алейніков (554)
- Роман Василюк (525)
- Андрій Зигмантович (517)
- Андрій Леончик (504)

Найближчим кандидатом на вступ є Віталій Родіонов — 482 матчу.